# Eno (Vorname)
Eno ist ein männlicher Vorname. Es ist eine Variante des ostfriesischen Namens Enno.
Eno ist eine Kurzform von Eginhard bzw. Einhard. Die Übersetzung davon lautet „Der mit dem Schwert kämpft“.

## Namensträger
- Eno (* 1997), deutscher Rapper
- Eno Benjamin (* 1999), US-amerikanischer American-Football-Spieler
- Eno Raud (1928–1996), estnischer Schriftsteller und Kinderbuchautor